# ولکسن قووتری ات وودی
ولکسن قووتری ات وودی (به فرانسوی: Vellexon-Queutrey-et-Vaudey) یک کمون در فرانسه است که در Canton of Fresne-Saint-Mamès واقع شده‌است.

## خصوصیات
ولکسن قووتری ات وودی ۲۴٫۹۸ کیلومترمربع مساحت و ۵۰۸ نفر جمعیت دارد.